# Liste der Bodendenkmäler in Königsmoos
Auf dieser Seite sind die Bodendenkmäler in der oberbayerischen Gemeinde Königsmoos zusammengestellt. Diese Tabelle ist eine Teilliste der Liste der Bodendenkmäler in Bayern. Grundlage ist die Bayerische Denkmalliste, die auf Basis des Bayerischen Denkmalschutzgesetzes vom 1. Oktober 1973 erstmals erstellt wurde und seither durch das Bayerische Landesamt für Denkmalpflege geführt wird. Die folgenden Angaben ersetzen nicht die rechtsverbindliche Auskunft der Denkmalschutzbehörde.

## Bodendenkmäler in Königsmoos
| Lage                      | Objekt | Akten-Nr.     | Bild |
| ------------------------- | --- | ------------- | ---- |
| (Standort)                | Siedlung vor- und frühgeschichtlicher Zeitstellung. | D-1-7233-0479 |      |
| (Standort)                | Siedlung vor- und frühgeschichtlicher Zeitstellung, wahrscheinlich des Neolithikums.                                                                     | D-1-7233-0480 |      |
| (Standort)                | Freilandstation des Mesolithikums. | D-1-7333-0048 |      |
| Pfalzstraße 79 (Standort) | Untertägige Befunde und Funde im Bereich einer abgegangenen Vorgängerkirche der spätneuzeitlichen evangelisch-lutherischen Pfarrkirche von Untermaxfeld. | D-1-7333-0094 |      |
| (Standort)                | Mesolithische Station. Latènezeitlicher Verhüttungsplatz.                                                                                                | D-1-7432-0005 |      |